# La Huapilla
La Huapilla är en ort i Mexiko.   Den ligger i kommunen Alfajayucan och delstaten Hidalgo, i den sydöstra delen av landet, 110 km norr om huvudstaden Mexico City. La Huapilla ligger 1 894 meter över havet och antalet invånare är 593.
Terrängen runt La Huapilla är kuperad söderut, men norrut är den platt. Terrängen runt La Huapilla sluttar norrut. Runt La Huapilla är det ganska glesbefolkat, med 31 invånare per kvadratkilometer. Närmaste större samhälle är Alfajayucan, 2,9 km sydost om La Huapilla. Omgivningarna runt La Huapilla är en mosaik av jordbruksmark och naturlig växtlighet.